# Libythea rohini
Libythea rohini är en fjärilsart som beskrevs av Marshall 1880. Libythea rohini ingår i släktet Libythea och familjen praktfjärilar. Inga underarter finns listade i Catalogue of Life.